# Янівська волость (Донецький округ)
Янівська волость (Яново-Новоселівська волость) — історична адміністративно-територіальна одиниця Донецького округу Області Війська Донського з центром у слободі Новоселовка.
Станом на 1873 рік складалася зі слободи та 4 селищ. Населення — 3472 особи (1669 чоловічої статі та 1703 — жіночої), 472 дворових господарств і 70 окремих будинків.
Найбільші поселення волості:
- Новоселовка — слобода над річкою Калитва за 105 верст від окружної станиці та 8 верст від Шептуховка Воронізько-Ростовської залізниці, 1064 особи, 166 дворових господарств та 25 окремих будинків, у господарствах налічувалось 58 плугів, 191 кінь, 232 пари волів, 1359 овець;
- Ново-Митрофанівське — селище над річкою Калитва за 100 верст від окружної станиці та 9 верст від Шептуховка Воронізько-Ростовської залізниці, 59 осіб, 8 дворових господарств та 2 окремих будинки, у господарствах налічувалось 9 плугів, 17 коней, 36 пар волів, 250 овець;
- Ново-Іванівське — селище над річкою Калитва за 105 верст від окружної станиці та 8 верст від Шептуховка Воронізько-Ростовської залізниці, 67 осіб, 8 дворових господарств та 2 окремих будинків, у господарствах налічувалось 7 плугів, 10 коней, 28 пар волів, 123 вівці.
- Колодезі — селище над балкою Колодязна за 90 верст від окружної станиці та 12 верст від Малчевська Воронізько-Ростовської залізниці, 2023 особи, 280 дворових господарств та 39 окремих будинків, у господарствах налічувалось 132 плуги, 240 коней, 761 пара волів, 3780 звичайний і 300 тонкорунних овець.
- Парнево-Ходакове — селище над балкою Парнева за 105 верст від окружної станиці та 4 верст від Шептуховка Воронізько-Ростовської залізниці, 59 осіб, 10 дворових господарств та 2 окремих будинків, у господарствах налічувалось 4 плуги, 16 коней, 16 пар волів, 98 овець.

Старшинами волості були:
- 1904-1907 року — батальйонний писар Дмитро Севастьянович Сидоров[2],[3].
- 1912 року — К. К. Артамонов[4].